# Kishalom
Kishalom (1899-ig Kis-Sztraczin, szlovákul: Malé Straciny) község Szlovákiában, a Besztercebányai kerületben, a Nagykürtösi járásban.

## Fekvése
Nagykürtöstől 7 km-re keletre található.

## Története
1236-ban említik először. Eredetileg a honti királyi váruradalomhoz tartozott, melyet II. András magyar király Detrének, a Balassák ősének adományozott, az adományt 1236-ban IV. Béla magyar király is megerősített. A 15. században, 1439-ig, Salgai Miklós birtoka, majd a 16. század közepéig a szécsényi uradalom része volt. 1548-ban Balassa Imre és Jánosé, 1554 és 1594 között a török hódoltsághoz tartozott, 1598-ban Balassa Zsigmond volt a földesura, 1660-ban pedig Balassa Imre és ezután a divényi váruradalom része. A 17. század első felében teljesen elnéptelenedett és csak az 1670-es években telepítették újra, amikor is területe megoszlott a divényi és a kékkői váruradalom között. 1828-ban 31 házában 240 lakos élt, akik mezőgazdasággal, szőlőtermesztéssel foglalkoztak. Bányája a 19. században nyílott és ez új munkát adott az itt lakóknak.
Fényes Elek szerint "Kis-Sztraczin, tót falu, Nógrád vmegyében, 358 többnyire evang. lak. A kékkői urad. tartozik. Ut. p. Szakál."  Archiválva 2007. szeptember 27-i dátummal a Wayback Machine-ben
A trianoni békeszerződésig Nógrád vármegye Balassagyarmati járásához tartozott.

## Népessége
| Év:            | 1994. | 2004.    | 2014.    | 2024.   |
| -------------- | ----- | -------- | -------- | ------- |
| Emberek száma: | 154   | 119      | 138      | 149     |
| Eltérés:       |       | -22,72 % | +15,96 % | +7,97 % |

| Év:            | 2023. | 2024.   |
| -------------- | ----- | ------- |
| Emberek száma: | 147   | 149     |
| Eltérés:       |       | +1,36 % |

1910-ben 300, túlnyomórészt szlovák lakosa volt.
2001-ben 130 lakosából 128 szlovák volt.
2011-ben 149 lakosából 139 szlovák.

## Külső hivatkozások
- Községinfó
- Kishalom Szlovákia térképén
- E-obce.sk Archiválva 2008. június 17-i dátummal a Wayback Machine-ben